# Даулинг, Джули (художница)
Джули Даулинг  (род. 1969[…], Субиако) — коренная австралийская художница, чьи работы в стиле соцреализма посвящены вопросам идентичности аборигенов. В культурном и политическом отношении она идентифицирует себя как женщина из числа коренных народов бадимая.

## Ранние годы
Даулинг родилась в Мемориальной больнице короля Эдуарда для женщин в пригороде Перта Субиако. Её сестра-близнец Кэрол — академический продюсер и продюсер документальных фильмов на радио. Их мать-одиночка, Вероника, была членом нации бадимая, чьи традиционные земли находятся вокруг Пейнс-Файнд и Ялгу в регионе Гаскойн в Западной Австралии. Наряду с матерью на неё сильно повлияла бабушка по материнской линии Молли, которая многому научила её традиционной культуре; Молли была взята из района Ялгу её отцом-ирландцем в возрасте одиннадцати лет и отправлена в католический приют. Близнецы провели своё раннее детство со своей матерью и большой семьёй, включая Молли, во внешнем пригороде Перта Редклиффе, когда эта территория ещё была преимущественно не изменена людьми (bushland). Её мать и близнецы постоянно переезжали в пределах государственного жилья в столичном районе Перта, опасаясь, что органы социального обеспечения могут забрать детей. Во время поездок на поезде, чтобы навестить бабушку, мать показывала на людей, которые, возможно, пытались скрыть своё аборигенское происхождение, и поощряла Джули рисовать их, пока Кэрол брала у них интервью.

## Образование и карьера
Даулинг училась в школе Святого Франциска Ксавьера в Армадейле и школе Святого Иоахима в парке Виктория. В 1989 году она получила диплом изобразительного искусства в Школе искусств Клермонта, где на неё повлияли учителя-реалисты, такие как Маркус Бейлби. Она получила степень бакалавра изящных искусств в Университете Кертина в 1992 году, став первой женщиной в своей семье, получившей университетское образование. В 1995 году она провела свою первую персональную выставку в Центре искусств Фримантла и получила диплом младшего специалиста в области управления визуальными искусствами в Центральном столичном колледже TAFE.
Её работы в стиле соцреализма посвящены вопросам идентичности аборигенов и основаны на опыте её сообщества, культуры и семьи.
Она вдохновляется такими традициями, как европейский портрет и христианские иконы, мексиканский мурализм, точечная живопись Папунья Тула и нунгарская иконография.

## Признание
Даулинг была финалисткой премии Арчибальда в 2001, 2002 и 2013 годах, а также Национальной портретной премии Дуга Морана в 2000 и 2013 годах В том же году она выиграла премию Mandorla Art Award 2000 и Национальную художественную премию аборигенов и жителей островов Торресова пролива, а в 2002 году журнал Australian Art Collector признал её самой коллекционной художницей Австралии. В 2006 году она получила степень почётного доктора литературы Университета Мёрдока.

## Избранные выставки
Даулинг выставлялась в Австралии и за рубежом, в том числе на персональных выставках:
- Художественная галерея Западной Австралии, Перт, Вашингтон, Австралия, WA Now: Julie Dowling — Babanyu (Friends for Life) (2018)[17]
- Galerie Seippel, Кёльн, Германия, Julie Dowling: Malga Gurlbarl (2017)[18]
- Региональная художественная галерея Джералдтона, Джералдтон, Вашингтон, Австралия, Yagu Gurlbarl (Big Secret): New Works From Julie Dowling (2017)[19]
- Художественная галерея Лоуренса Уилсона, Перт, Вашингтон, Австралия, Julie Dowling: Family and Friends (2012)[20]